# 克雷斯 (多尔多涅省)
克雷斯（法語：Creysse，法語發音：[kʁɛs]）是法国多尔多涅省的一个市镇，位于该省西南部，贝尔热拉克市区以东，属于贝尔热拉克区和贝尔热拉克城市公共社区。

## 地理
克雷斯（44°51'21"N, 0°33'57"E）面积11.02 平方千米，位于法国新阿基坦大区多爾多涅省，该省份为法国西南部内陆省份，是法國本土面积第三大的省，大致对应佩里戈尔地区，北起顺时针与夏朗德省、上维埃纳省、科雷兹省、洛特省、洛特-加龙省、吉倫特省和滨海夏朗德省接壤。
与克雷斯接壤的市镇（或旧市镇、城区）包括：朗布拉、贝尔热拉克、库尔德皮勒、穆莱迪耶、圣日耳曼和蒙斯、圣索沃尔。

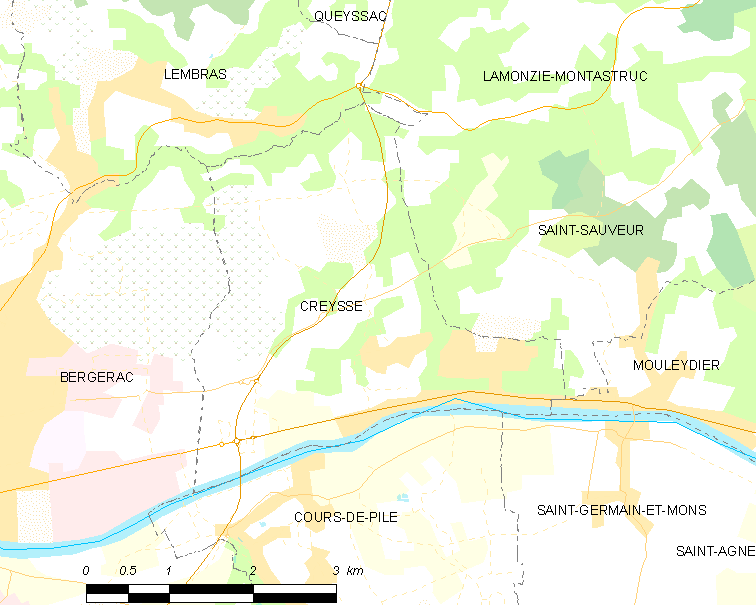
的OSM定位图

克雷斯的时区为UTC+01:00、UTC+02:00（夏令时）。

## 行政
克雷斯的邮政编码为24100，INSEE市镇编码为24145。

## 政治
克雷斯所属的省级选区为贝尔热拉克第二县。

## 人口

1962-2008年间人口变化图示

克雷斯于2022年1月1日时的人口数量为1738人。